# العدنة (وراف)

تعديل مصدري - تعديل

العدنة محلة تابعة لقرية الثمد، التابعة لعزلة وراف بمديرية جبلة إحدى مديريات محافظة إب في الجمهورية اليمنية، بلغ تعداد سكانها 107 حسب تعداد اليمن لعام 2004.